# سكول غورلز
سكول غيرلز (بالانجليزية Skullgirls) هي لعبة قتال ثنائية الأبعاد تم تطويرها من طرف ريفيرج لابس. تم إصدار اللعبة من خلال بلاي ستيشن نيتورك وإكس بوكس لايف آركيد في أمريكا الشمالية وأوروبا وأستراليا من أبريل إلى غاية مايو 2012، وتلقت هاتين الشبكتين لاحقًا إصدارًا يابانيًا من سايبر فرونت. تم إصدار نسخة مايكروسوفت ويندوز، التي طورتها Lab Zero Games ، في أغسطس 2013. بعد ذلك تم إصدار نسخة أركيد يابانية، أنتجتها إم 2 ، في عام 2015. تم إصدار جزء منفصل من اللعبة على الهاتف المحمول، تم تطويره بواسطة هايدن فاريابل ستوديوز ونشرته شركة لاين، لأجهزة أندرويد وآي أو إس في مايو 2017.
في سكول غورلز ، يقاتل اللاعبون ضد بعضهم البعض، مقسمين إلى فرق مكونة من شخص أو شخصين أو ثلاث شخصيات تحاول القضاء على خصومهم أو جمع أكبر قدر من الصحة التراكمية عندما ينتهي الوقت. تدور أحداث اللعبة حول قلب الجمجمة «سكول هارت skull heart»، وهي قطعة أثرية تمنح الأمنيات للمرأة. إذا استخدم شخص ذو روح نجسة قلب الجمجمة، فإنها تتحول إلى «فتاة الجمجمة» التالية، وحش عازم على التدمير. تلقت Skullgirls تعليقات إيجابية بشكل عام من النقاد، الذين أشادوا بآليات الرسوم المتحركة وتقنيات اللعب، بينما انتقدوا حجم القائمة المحدود وميزات اللعب الجماعي عبر الإنترنت.
واجه تطوير محتوى ما بعد الإصدار العديد من النكسات. في مايو 2012، تم رفع دعوى قضائية ضد الناشر بسبب مزاعم الاحتيال فيما يتعلق بممتلكات غير ذات صلة، ديف جام رابستر، تسبب ببقطع الدعم المالي لـ سكول غيرلز وإجبار المطور على تسريح فريق التطوير بأكمله. بعد لك تم إعادة إنشاء فريق جديد باسم Lab Zero Games في نوفمبر 2012 ويشمل معظم الاعضاء الرئيسيين من الفريق السابق، وإطلاق حملة تمويل جماعي ناجحة لجمع الأموال لمواصلة عملهم. بعد أن قطعت شركة أوتومن غيمس العلاقات مع الموزع كونامي ديجيتال انترتينمنت في ديسمبر 2013، طلب الأخير رسميًا إزالة اللعبة من بلاي ستيشن نتورك وإكس بوكس لايف اركيد. تم إعادة إصدار اللعبة لاحقًا على كلا النظامين في عام 2014 باسم Skullgirls Encore . عندما تم نقل اللعبة إلى بلاي ستيشن 4 وبلاي ستيشن فيتا والكمبيوتر الشخصي في عام 2015، تمت إعادة تسميتها إلى Skullgirls 2nd Encore .

## استقبال

### استقبال النقاد
| استقبال |                                                                          |
| --- | ------------------------------------------------------------------------ |
| مجموع النقاط المجموع نقاط ميتاكريتيك PS3: 82/100 [ 5 ] X360: 78/100 [ 6 ] PC: 83/100 [ 7 ] PS4: 82/100 [ 8 ] VITA: 76/100 [ 9 ] iOS: 71/100 [ 10 ] نتائج المراجعة نشرة نقاط 1أب.كوم B+ [ 11 ] يورو غيمر 7/10 [ 12 ] جي 4 4/5 [ 13 ] غيم إنفورمر 8/10 [ 14 ] غيم سبوت 8/10 [ 15 ] غيمز رادار [ 16 ] غيم تريلرز 8.3/10 [ 17 ] آي جي إن 8.5/10 [ 18 ] جويستيك [ 19 ] |                                                                          |
| مجموع النقاط |                                                                          |
| المجموع | نقاط                                                                     |
| ميتاكريتيك | PS3: 82/100 X360: 78/100 PC: 83/100 PS4: 82/100 VITA: 76/100 iOS: 71/100 |
| نتائج المراجعة |                                                                          |
| نشرة | نقاط                                                                     |
| 1أب.كوم | B+                                                                       |
| يورو غيمر | 7/10                                                                     |
| جي 4 | 4/5                                                                      |
| غيم إنفورمر | 8/10                                                                     |
| غيم سبوت | 8/10                                                                     |
| غيمز رادار | [ 16 ]                                                                   |
| غيم تريلرز | 8.3/10                                                                   |
| آي جي إن | 8.5/10                                                                   |
| جويستيك | [ 19 ]                                                                   |

تلقت سكول غيرلز تقييمات «إيجابية بشكل عام»، وفقًا لمجمع مراجعة ألعاب الفيديو Metacritic .